# Ириней Сръбски
Ириней Сръбски (на сръбски: Патријарх српски Иринеј) е предстоятел на Сръбската православна църква от 22 януари 2010 г. до смъртта си на 20 ноември 2020 г. Пълната му титла е Негово светейшество архиепископ Печки, митрополит Белградско-карловски, патриарх Сръбски.
Произхожда от село Видова, разположено на входа на Овчаро-кабларската клисура, западно от Чачак.

## Биография
Роден е на 28 август 1930 като Мирослав Гаврилович в село Видова, Моравишки окръг. Завършва основно образование в родното си село и гимназия в Чачак. През 1951 г. завършва Призренската семинария, а след това и Богословския факултет на Белградския университет. През 1959 г. се замонашва в манастира Раковица под името Ириней. През 1959 – 1968 е професор в Призренската семинария, а също така специализира в Атина. През 1969 г. е назначен за управляващ монашеската школа в Острожкия манастир, а по-късно става ректор на Призренската семинария.
През 1974 г. е избран за викарен епископ с титлата Моравишки от патриарх Герман, а година по-късно става и Нишки епископ в продължение на 35 години. На 22 януари 2010 г. е избран и за 45-и патриарх на Сърбската православна църква.
Първоначално церемонията по официалната му интронизация е била планирана за 25 април 2010 г. в Манастира на Печката патриаршия в Косово, но е възпрепятствана от политически трудности В началото на месец март е съобщено, че тържествената интронизация се отменя до есента на 2010. Втората му интронизация е извършена на 3 октомври 2010 г. в храма „Свети Апостоли“ в манастира на Печката патриаршия, при повишени мерки за сигурност, която е обезпечена от италианските военнослужещи от контингента на КФОР. На церемонията присъстват тогавашния президент на Сърбия Борис Тадич, принц Александър Карагеоргевич и над 400 други официални сръбски лица.
Умира на 20 ноември 2020 г. вследствие на усложнения, причинени от COVID-19.